# Acacia Bay
Acacia Bay est une petite communauté située dans une petite crique de la berge ouest de Tapuaeharuru Bay, sur le lac Taupo dans l’Île du Nord de la Nouvelle-Zélande.

## Situation
Il y a 4 plages principales dans le secteur et elle est localisée à environ 2 miles à l’ouest de la ville de Taupo.

## Activité
Acacia Bay est la localisation d'un centre de retraite nommé Tauhara Trust, et aussi d'un club de pionniers centré sur la résurrection de l’horticulture « organique et biodynamique », qui fut déplacé sur le site en 1971. Le trust avait des racines ésotériques, ayant été fondé en 1939 par la femme du Dr Robert William FelKin (en), un membre notable de l’ordre du Stella Matutina et de l'Ordre hermétique de l'Aube dorée ou Order of the Golden Dawn.